# Orange Beach
|  | Dieser Artikel wurde aufgrund von inhaltlichen Mängeln auf der Qualitätssicherungsseite des Projektes USA eingetragen. Hilf mit, die Qualität dieses Artikels auf ein akzeptables Niveau zu bringen, und beteilige dich an der Diskussion! Eine nähere Beschreibung der zu behebenden Mängel fehlt. |

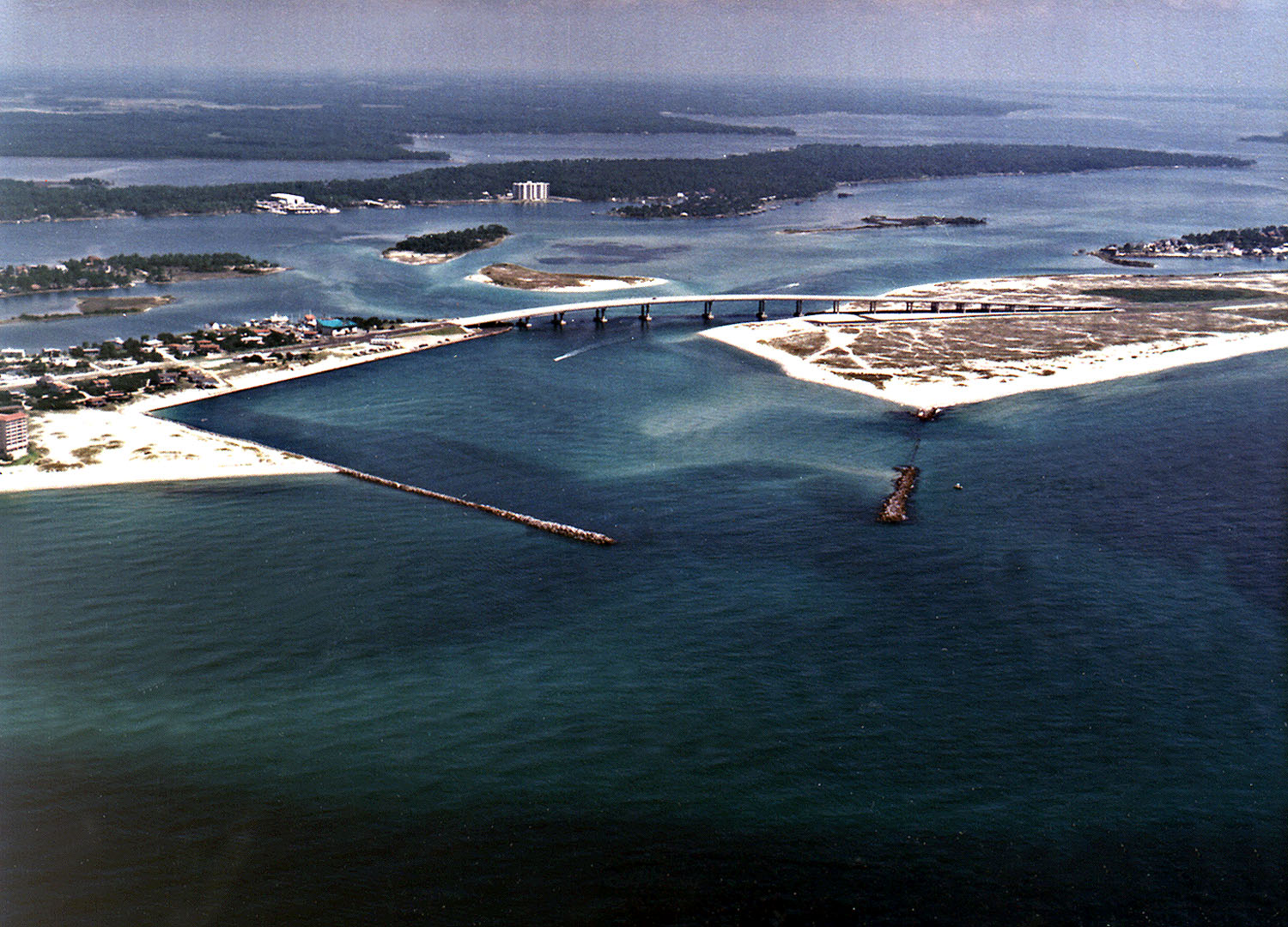
Perdido River und Perdido Bay am Golf von Mexiko in Orange Beach

Orange Beach ist eine Stadt im Baldwin County im US-Bundesstaat Alabama. Sie liegt am Ausfluss des Perido Rivers aus der Perdido Bay in den Golf von Mexiko. In der Perido-Bay verläuft die Grenze zum östlich beginnenden Florida. Orange Beach gehört zu den Städten, die durch den küstennahen Gulf Intracoastal Waterway miteinander verbunden sind. 
Zum Zeitpunkt der Volkszählung im Jahr 2000 hatte die Stadt 3.784 Einwohner auf einer Landfläche von 26,9 Quadratkilometern. Das Durchschnittsalter betrug 44,2 Jahre (nationaler Durchschnitt der USA: 35,3 Jahre). Das Pro-Kopf-Einkommen lag bei 27.082 US-Dollar (nationaler Durchschnitt der USA: 21.587 US-Dollar). 10,6 Prozent der Einwohner lagen mit ihrem Einkommen unter der Armutsgrenze (nationaler Durchschnitt der USA: 12,4 Prozent). 18,4 Prozent der Einwohner sind englischer Abstammung und 15 Prozent sind deutschstämmig.
Orange Beach ist ein bedeutendes Touristenziel in Alabama.